# ملیکای نقره‌ای
ملیکای نقره‌ای (نام علمی: Melica argentata) نام یک گونه از سرده ملیکا است.